# Baudoinia compniacensis
Genre
Espèce
Baudoinia compniacensis (également nommé Torula cognasensis (voir "Vocabulaire technique du vin & du vignoble)) est une espèce de champignons ascomycètes microscopiques. C'est la seule espèce actuellement acceptée du genre Baudoinia. Sa famille étant encore incertaine, elle est parfois placée parmi les Teratosphaeriaceae. Comme il se développe généralement dans une atmosphère emplie de vapeur d'alcool, noircissant alors murs et arbres, il est souvent qualifié de champignon de la part des anges.

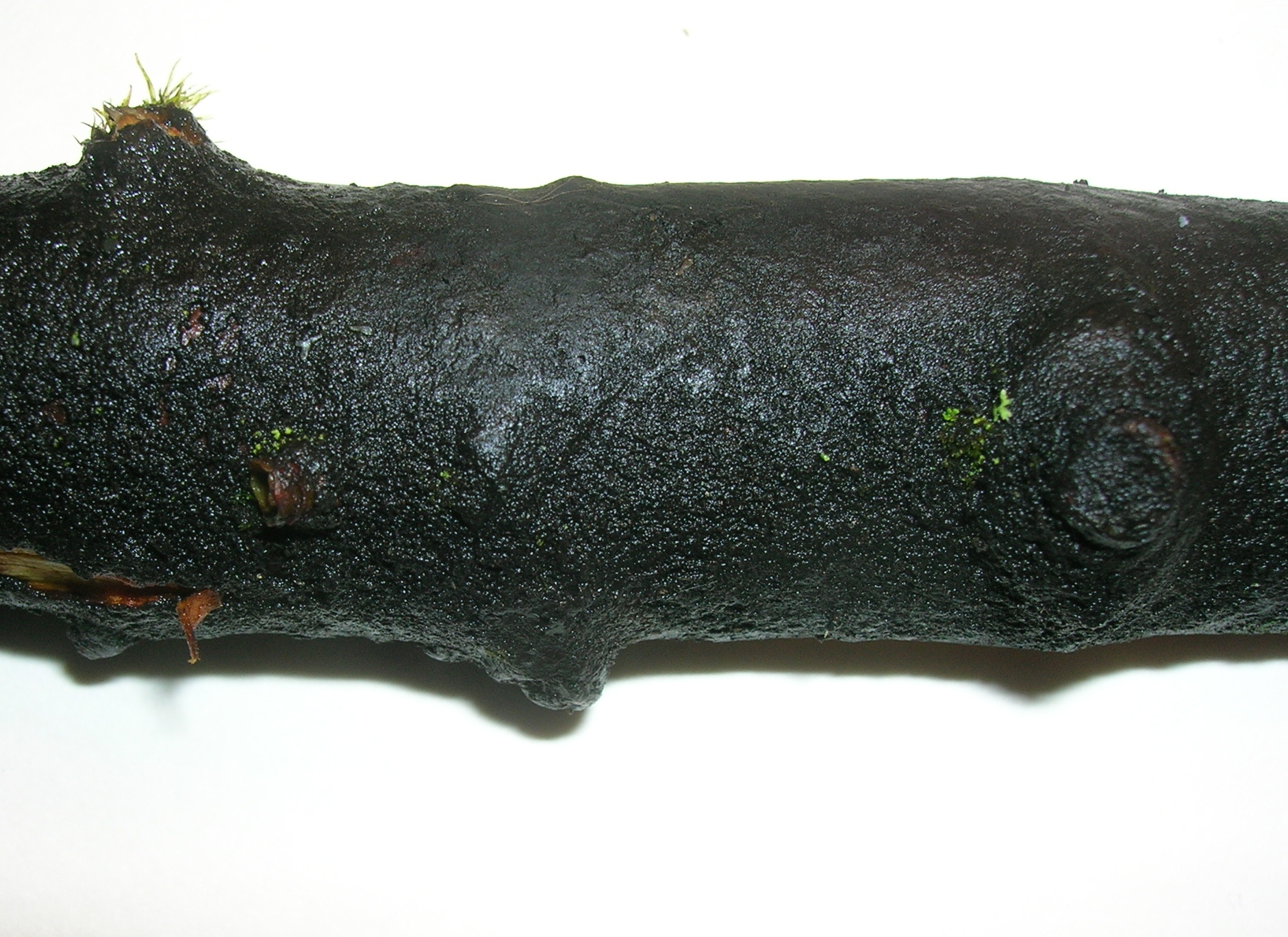
Baudoinia compniacensis sur branche d' Acer pseudoplatanus

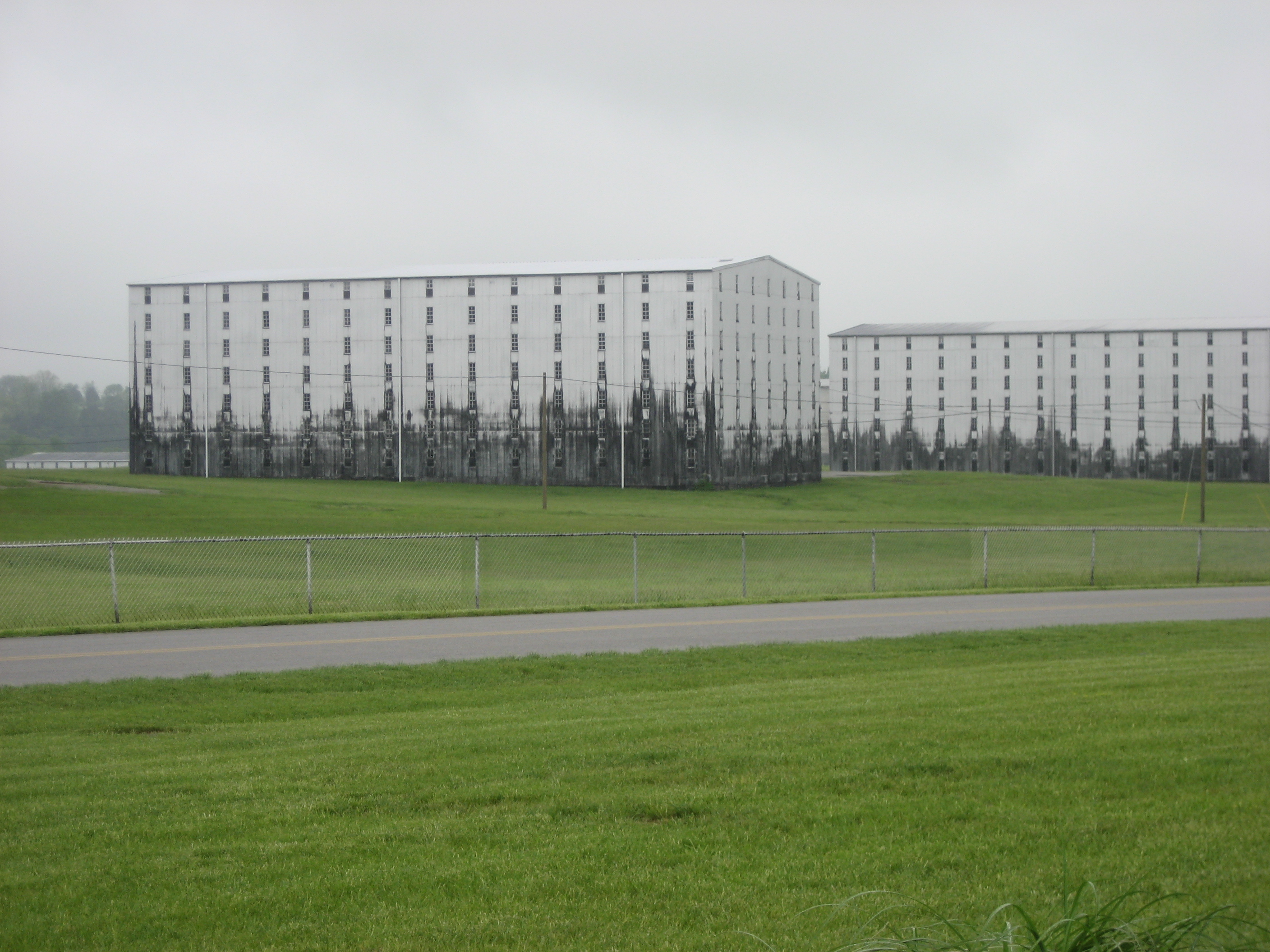
Distillerie d'alcool d'Heaven Hill (Bardstown, Kentucky, USA)

## Habitat
Cette espèce épiphyte semble relativement ubiquiste, à condition de trouver des conditions atmosphériques lui convenant, atmosphères riches en vapeur d'alcool par exemple, autour des chais, distilleries, dans des quartiers ou villes entières, comme à Cognac.
On la retrouve également aux alentours des grosses boulangeries. Ce sont des champignons qui recouvrent les murs extérieurs, en donnant une couleur noirâtre à ceux-ci. 
Les murs ont alors l'air d'être couverts de suie.
Elle vit aussi sur les troncs des arbres, les toitures (de tuiles ou métalliques). Elle se dépose presque partout où elle peut avoir de l'humidité et une atmosphère riche en vapeur d'alcool.
On retrouve cette espèce typiquement près des distilleries de whisky et des distilleries d'eaux-de-vie comme le cognac.

### Nuisances
Il n’est pas rare que des particuliers résidant à proximité de distilleries attaquent celles-ci en justice à cause du préjudice causé par le champignon. Cela a été le cas en Écosse (whisky), aux Caraïbes (rhum) et aux États-Unis (whisky),.

## Classification
C'est la seule espèce actuellement acceptée du genre Baudoinia. Sa famille étant encore incertaine, elle est parfois placée parmi les Teratosphaeriaceae[réf. nécessaire].
Cette espèce a été décrite pour la première fois au XIXe siècle (dans les années 1880)  par Charles Édouard Richon (1820-1893), James Alexander Scott. Wendy Untereiner a peut-être récemment complété cette description. L'épithète scientifique « compniacensis » signifie « de Compniac », Compniac étant l'un des anciens noms de la ville française de Cognac (mais pas le plus connu).

### Synonymes
- Torula compniacensis Richon
- on retrouve également le nom Torula cognacensis, nom obscur dont l'autorité taxinomique est inconnue, nom qui n'est pas référencé dans la littérature scientifique mais bien présent dans les textes vantant la région cognaçaise[3]. On peut donc supposer que ce nom est un synonyme de la présente espèce. La traduction littérale de Torula cognacensis est par ailleurs la même que Torula compniacensis.

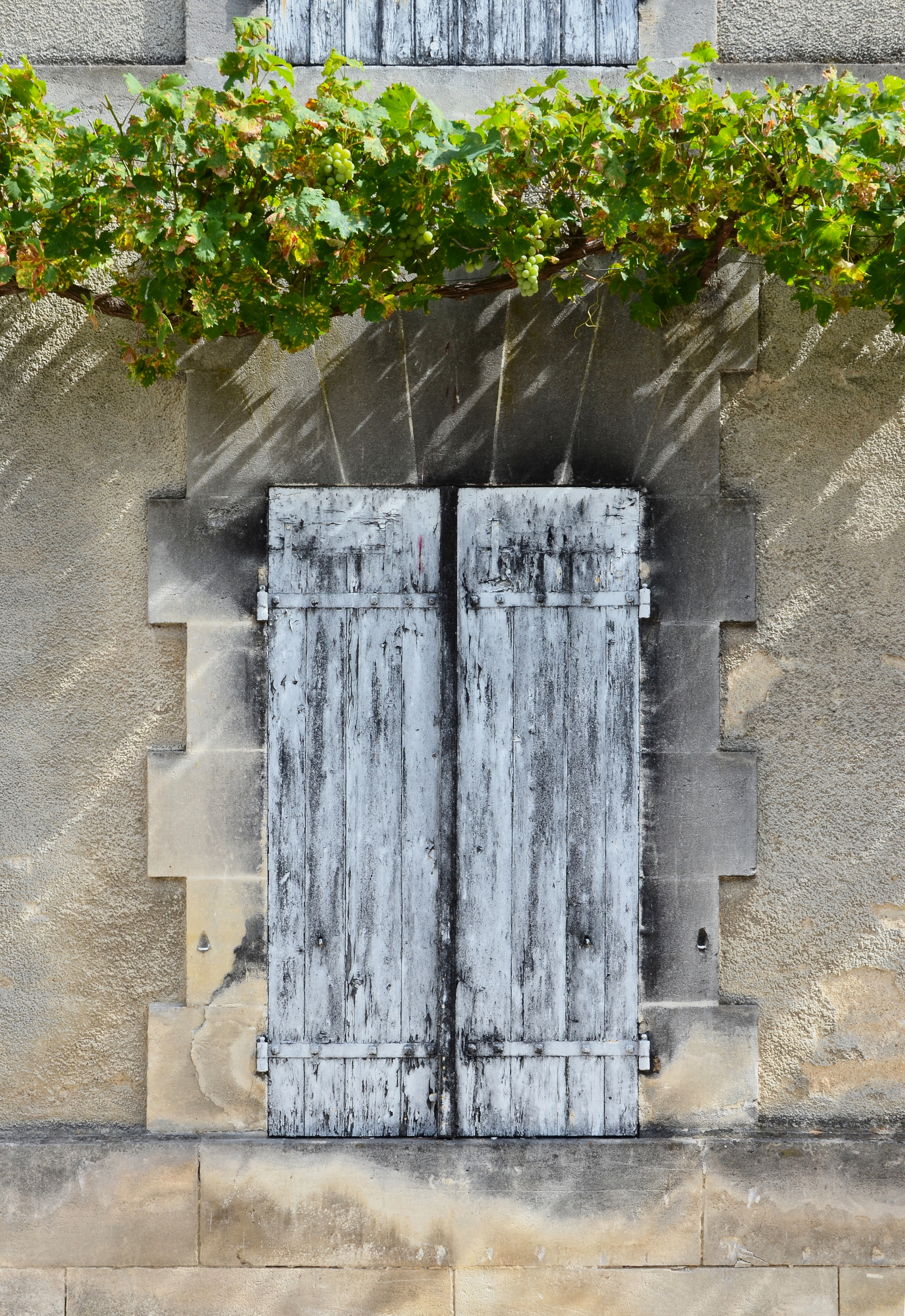
Baudoinia compniacensis sur mur et volets de chai, Jarnac, France

### Baudoinia
- (en) Index Fungorum : Baudoinia   (+ liste espèces) (+ MycoBank)
- (en) Catalogue of Life : Baudoinia (consulté le 11 décembre 2020)
- (en) NCBI : Baudoinia (taxons inclus)

### Baudoinia compniacensis
- (en) Index Fungorum : Baudoinia compniacensis
- (en) Catalogue of Life : Baudoinia compniacensis (Richon) J.A. Scott & Unter. 2007
- (en) NCBI : Baudoinia compniacensis (taxons inclus)